# Scutosaurus karpinskii
Scutosaurus ("lucertola scudo") è un genere estinto di rettili erbivori, appartenente ai pareiasauri. Visse 260-250 milioni di anni fa alla fine del Permiano, in Russia.

## Descrizione
Come indicato dal nome stesso, lo Scutosaurus aveva su tutto il corpo protuberanze e corazze difensive molto spesse. Alcune di queste strutture, come le spine sulle guance, crescevano con l'età e servivano sia per corteggiare le femmine, sia per difendersi dai carnivori, tra cui probabilmente l'Inostrancevia.

## Sistematica
Secondo Paleobiology Database, il genere Scutosaurus (Hartmann-Weinberg, 1930) va attribuito alla famiglia dei Pareiasauridi e alla classe dei Rettili.

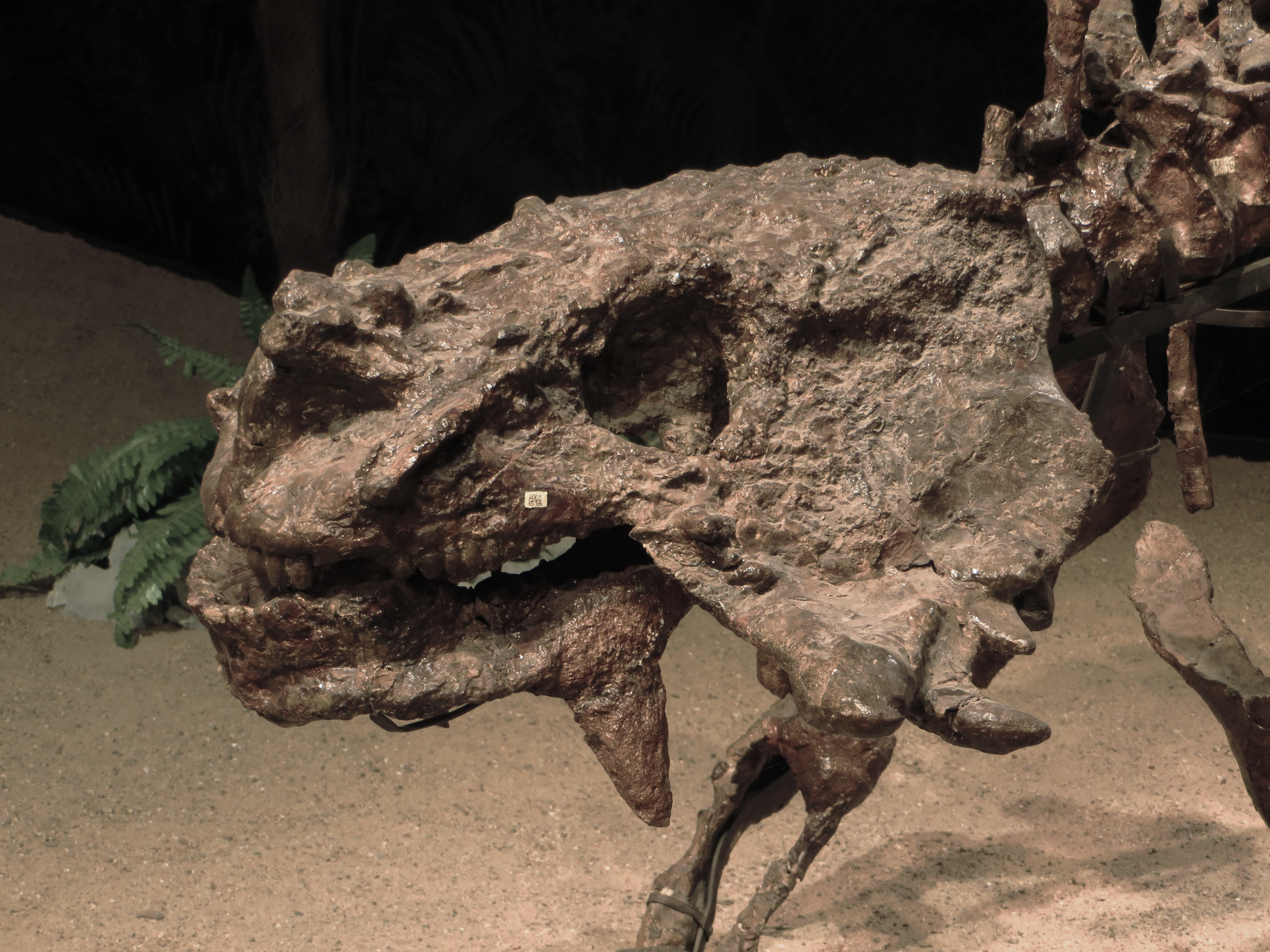
Cranio di Scutosaurus karpinskii

All'interno dei rettili, la posizione esatta della famiglia e quindi del genere ha un margine di discussione. Infatti viene avvicinato ai rettili anapsidi, ma molti evitano di inserirlo proprio in questo gruppo, assegnandolo invece al gruppo filogenetico ("clade") dei Pararettili (sottoclasse per Olson, che coniò in termine nel 1947). A questo stesso gruppo filogenetico appartengono, secondo molti, le tartarughe oggi viventi.

## Nella cultura di massa
L'apparizione più celebre dello Scutosauro è sicuramente quella nel terzo episodio del documentario della BBC L'impero dei mostri del 2005. 
Una ricostruzione dell'animale in Italia è presente al Parco della Preistoria di Rivolta d'Adda, mentre è alle prese con un Inostrancevia.